# لوكاس كونا
لوكاس كونا (بالبرتغالية: Lucas Cunha) (23 يناير 1997 في البرازيل - ) هو لاعب كرة قدم برازيلي في مركز الدفاع. لعب مع سبورتينغ براغا.

## وصلات خارجية
- لوكاس كونا على موقع قاعدة بيانات كرة القدم.إي يو (الإنجليزية)
- لوكاس كونا على موقع Soccerway.com (الإنجليزية)